# 栄町 (池田市)
栄町（さかえまち）は、大阪府池田市にある地名である。丁番をもたない単独町名である。郵便番号は563-0056。当地域の人口は、2017年12月末時点で 832 人である（池田市市民生活部総合窓口課の資料による）。

## 地理
池田市の西部に位置する。北は栄本町と、東は大和町、菅原町と、南は満寿美町、呉服町、室町と、西は槻木町とそれぞれ隣接している。南端部に、阪急電鉄宝塚本線池田駅がある。槻木町との境の一部を、国道176号が通っている。大和町との境を、大阪府道9号箕面池田線が通っている。
池田駅前交差点から北へ伸びる栄町通り線のうち、同交差点から当地域の北端までの範囲に商店街「サカエマチ1番街」が展開しており、駅と商店街を歩道橋が結んでいる。当地域は、池田市立池田小学校および池田市立池田中学校の校区に含まれる。

### 地価
阪急宝塚本線の池田駅が位置し、商業地と周辺の閑静な住宅街で占められる。地価は2023年（令和5年）1月1日の公示地価によれば栄町10-7の地点で60万円/m2となっている。池田市内で最も地価が高い。

## 歴史
1910年（明治43年）、大阪から池田を経て宝塚までの間に箕面有馬電気軌道（現在の阪急電鉄）が開通され、1932年（昭和7年）、大阪から池田までの間に府道（現在の国道176号）が開通されると、商店街が池田駅の周辺に形成され、駅の北側の当地域も繁栄してきたことが、地名の由来になったとされる。

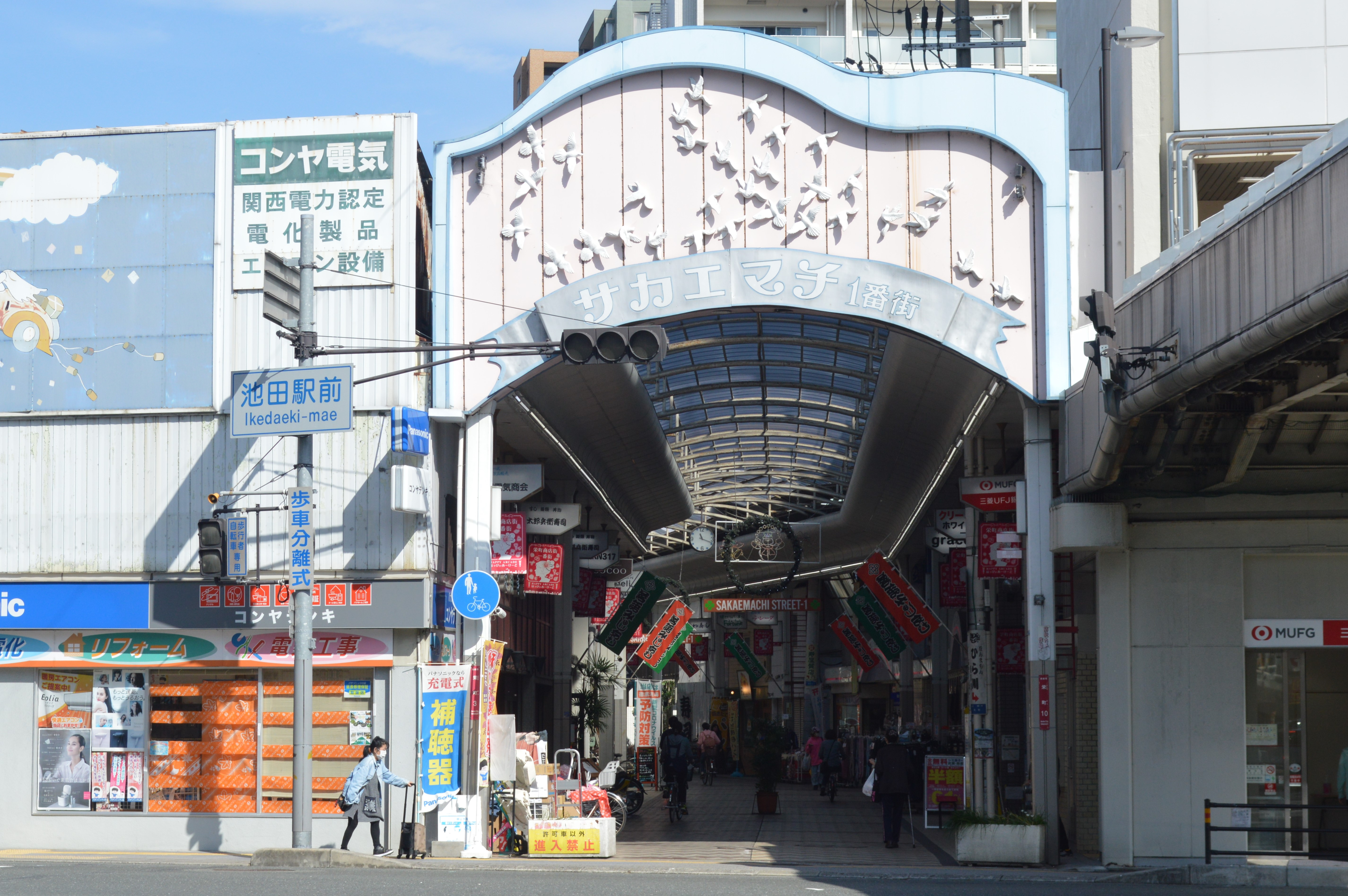
サカエマチ1番街

1944年（昭和19年）4月、町名変更が行われ、田中町の大部分が栄町一丁目、林口町の全域と田中町の一部が、栄町二丁目となる。1949年（昭和24年）7月、北摂自由市場が開設される。
1970年（昭和45年）3月1日、栄町一丁目、二丁目に、呉服町一丁目、室町一番丁から三番丁、大和町、槻木町の各一部が編入され、新たに栄町が制定された。1987年（昭和62年）、サカエマチ1番街にカラー舗装が完成される。1990年（平成2年）、風にはためく衣をかたどったモニュメント「呉服の里」（「衣被きの碑」）が池田駅前に完成される。1998年（平成10年）、野乃鳥1号店が開店される。2009年（平成21年）4月10日、おおやま歯科が開院される。2010年（平成22年）6月、関西大学および関西学院大学の学生によって運営される「関関COLORSチャレンジショップ」が商店街の中に開設される。2017年（平成29年）2月、時光舎が菅原町から移転し開店される。2018年（平成30年）2月17日、大阪池田ゲストインフォメーションが開設される。2019年（令和元年）11月16日、銀座に志かわ 阪急池田店が開店される。

## 施設
- 阪急電鉄宝塚本線池田駅[5]
  - 阪急阪神ホールディングス[31]、阪急電鉄[32]の登記上の本店所在地でもある。
- ギャラリーいけだ[3]
- いけだ市民文化振興財団[3]
- 阪急バス 池田案内所[3]
- 池田駅前てるてる広場[33]
- サカエマチ1番街[18]